# Копачи (Ново Горажде)
Копачи су насељено мјесто у општини Ново Горажде, Република Српска, БиХ. У овом насељеном мјесту налази се сједиште општине. Према попису становништва из 1991. у насељу је живјело 230 становника, а 2013. године пописано је 128 лице.

## Становништво
| Демографија | Демографија | Демографија |
| Година      | Становника  | Становника  |
| ----------- | ----------- | ----------- |
| 1971.       | 120         |             |
| 1981.       | 214         |             |
| 1991.       | 222         |             |
| 2013.       | 128         |             |